# Limenio (prefecto)
Limenio fue un político romano occidental que ocupó el cargo de prefecto del pretorio en la Galia entre los años 406 y 408 bajo el gobierno de Honorio. Sucedió en el puesto a Flavio Macrobio Longiniano.
Desarrolló su carrera en la administración romana occidental y para el 400 ejercía como vicario o supervisor de un grupo de gobernadores provinciales. Ese año fue nombrado comes sacrarum largitionum (conde de la Sagrada Dádiva), puesto que ocupó hasta el 27 de marzo del 401.
Estaba al cargo de la prefectura de las Galias cuando un conglomerado de pueblos bárbaros (alanos, vándalos y suevos) rompió la frontera del Rin en el cambio de año del 406 al 407. Pocos meses después —en la primavera del 407— el usurpador Constantino de Britania desembarcó en Bolonia (Boulogne-sur-Mer) y los efectivos del ejército de la Galia se pasaron en masa a su lado. 
Desde la corte de Rávena se intentó hacer frente a la usurpación y ese mismo año 407 Estilicón envió un ejército al mando de Sarus aunque los generales de Constantino consiguieron vencerlo y hacerle huir. Ante esta situación, Limenio huyó a Italia junto a Cariobaudes, el magister equitum per Gallias. 
Durante el verano del siguiente año 408, ambos se encontraban en Ticinium (Pavía) cuando se produjo una rebelión de las tropas estacionadas allí quienes estaban descontentas con la manera en que Estilicón estaba haciendo frente a la invasión de la Galia y a la usurpación de Constantino. Limenio y Cariobaudes se encontraban entre los seguidores más cercanos a Estilicón por lo que fueron asesinados el 13 de agosto.